# UK Borders Act de 2007
Le UK Borders Act de 2007 (Loi britannique de 2007 sur les frontières) a été promulgué par le gouvernement de Gordon Brown. Il traite de l'immigration et du droit d'asile. 
Cette loi a institué l'expulsion des étrangers condamnés à plus d'un an de prison ferme et a rendu les documents biométriques obligatoires pour les immigrants extra-communautaires (n'étant pas ressortissant d'un État de l'Union européenne ou de la Suisse) et a renforcé les mesures répressives en ce qui concerne la politique britannique de l'immigration. Elle a été approuvée par la Reine le 30 octobre 2007 et est entrée en vigueur, selon les dispositions, entre cette date et le 31 janvier 2008.